# Seznam hor a kopců v Praze
Seznam hor a kopců v Praze obsahuje kopce v Praze s nadmořskou výškou nad 300 m n. m. a další vybrané vrchy včetně některých míst s nejvyšší lokální výškou. Je řazen podle názvu vrchu.

## Geomorfologické celky a podcelky
Na území Prahy zasahují geomorfologické celky:
- Brdská oblast
  - Brdská vrchovina
    - Hřebeny

  - Pražská plošina
- Středočeská tabule
  - Středolabská tabule

## Seznam vrcholů
| Vrchol              | Výška (m) | Katastr          | Geomorfologický celek | Souřadnice                       | Břeh  |
| ------------------- | --------- | ---------------- | --------------------- | -------------------------------- | ----- |
| Albrechtův vrch     | 300       | Jinonice         | Pražská plošina       | 50°2′40″ s. š., 14°20′43″ v. d.  | levý  |
| Baba                | 275       | Dejvice          | Pražská plošina       | 50°6′59″ s. š., 14°23′6″ v. d.   | levý  |
| Bílá hora           | 381       | Ruzyně           | Pražská plošina       | 50°4′42″ s. š., 14°19′8″ v. d.   | levý  |
| Bílá skála          | 258       | Libeň            | Pražská plošina       | 50°6′55″ s. š., 14°27′25″ v. d.  | pravý |
| Bohdalec            | 273       | Michle           | Pražská plošina       | 50°3′36″ s. š., 14°27′57″ v. d.  | pravý |
| Brabenec            | 297       | Radlice          | Pražská plošina       | 50°3′27″ s. š., 14°23′52″ v. d.  | levý  |
| Černý vrch          | 319       | Dejvice          | Pražská plošina       | 50°6′17″ s. š., 14°22′3″ v. d.   | levý  |
| Červený vrch        | 327       | Vokovice         | Pražská plošina       | 50°6′ s. š., 14°21′15″ v. d.     | levý  |
| Čihadlo             | 385       | Točná            | Hřebeny               | 49°58′33″ s. š., 14°25′22″ v. d. | pravý |
| Děvín               | 310       | Hlubočepy        | Pražská plošina       | 50°2′43″ s. š., 14°23′30″ v. d.  | levý  |
| Džbán               | 363       | Liboc            | Pražská plošina       | 50°5′48″ s. š., 14°19′18″ v. d.  | levý  |
| Gabrielka           | 283       | Nebušice         | Pražská plošina       | 50°6′38″ s. š., 14°21′5″ v. d.   | levý  |
| Háj                 | 343       | Přední Kopanina  | Pražská plošina       | 50°7′21″ s. š., 14°18′44″ v. d.  | levý  |
| Háj                 | 267       | Dolní Počernice  | Pražská plošina       | 50°5′37″ s. š., 14°36′59″ v. d.  | pravý |
| Holý vrch           | 234       | Modřany          | Pražská plošina       | 50°0′33″ s. š., 14°24′39″ v. d.  | pravý |
| Homolka             | 295       | Velká Chuchle    | Pražská plošina       | 50°0′55″ s. š., 14°22′24″ v. d.  | levý  |
| Horka               | 254       | Kyje             | Pražská plošina       | 50°5′48″ s. š., 14°33′25″ v. d.  | pravý |
| Hliník              | 305       | Motol            | Pražská plošina       | 50°3′58″ s. š., 14°20′52″ v. d.  | levý  |
| Cholupický vrch     | 306       | Modřany          | Pražská plošina       | 49°59′51″ s. š., 14°26′14″ v. d. | pravý |
| Javorová hora       | 284       | Uhříněves        | Pražská plošina       | 50°2′23″ s. š., 14°34′14″ v. d.  | pravý |
| Kapitol             | 226       | Michle           | Pražská plošina       | 50°3′32″ s. š., 14°27′17″ v. d.  | pravý |
| Kavčí hory          | 267       | Podolí           | Pražská plošina       | 50°2′55″ s. š., 14°25′9″ v. d.   | pravý |
| Klapice             | 345       | Radotín          | Pražská plošina       | 49°59′13″ s. š., 14°20′24″ v. d. | levý  |
| Kopanina            | 393       | Stodůlky         | Pražská plošina       | 50°3′7″ s. š., 14°18′22″ v. d.   | levý  |
| Kozinec             | 314       | Horní Měcholupy  | Pražská plošina       | 50°2′35″ s. š., 14°33′6″ v. d.   | pravý |
| Křížek              | 276       | Žižkov           | Pražská plošina       | 50°5′9″ s. š., 14°27′45″ v. d.   | pravý |
| Ládví               | 359       | Ďáblice          | Pražská plošina       | 50°8′10″ s. š., 14°27′53″ v. d.  | pravý |
| Malivy              | 380       | Ruzyně           | Pražská plošina       | 50°5′20″ s. š., 14°15′52″ v. d.  | levý  |
| Milíčovský vrch     | 309       | Újezd u Průhonic | Pražská plošina       | 50°1′24″ s. š., 14°31′42″ v. d.  | pravý |
| Na Parkáně          | 348       | Radotín          | Pražská plošina       | 50°0′30″ s. š., 14°19′29″ v. d.  | levý  |
| Nad Lesním divadlem | 275       | Krč              | Pražská plošina       | 50°1′36″ s. š., 14°26′35″ v. d.  | pravý |
| Opyš                | 250       | Hradčany         | Pražská plošina       | 50°5′29″ s. š., 14°24′8″ v. d.   | levý  |
| Palírka             | 267       | Troja            | Pražská plošina       | 50°7′27″ s. š., 14°24′21″ v. d.  | pravý |
| Paví vrch           | 281       | Smíchov          | Pražská plošina       | 50°3′46″ s. š., 14°23′58″ v. d.  | levý  |
| Petřín              | 331       | Malá Strana      | Pražská plošina       | 50°4′54″ s. š., 14°23′40″ v. d.  | levý  |
| Skalka              | 310       | Smíchov          | Pražská plošina       | 50°4′23″ s. š., 14°21′51″ v. d.  | levý  |
| Smetanka            | 243       | Hrdlořezy        | Pražská plošina       | 50°5′41″ s. š., 14°30′45″ v. d.  | pravý |
| Šance               | 385       | Točná            | Hřebeny               | 49°58′17″ s. š., 14°25′2″ v. d.  | pravý |
| Tábor               | 260       | Malešice         | Pražská plošina       | 50°5′24″ s. š., 14°30′57″ v. d.  | pravý |
| Třebešín            | 274       | Strašnice        | Pražská plošina       | 50°5′6″ s. š., 14°29′17″ v. d.   | pravý |
| Tyršův vrch         | 250       | Michle           | Pražská plošina       | 50°3′23″ s. š., 14°27′15″ v. d.  | pravý |
| Velká skála         | 314       | Troja            | Pražská plošina       | 50°7′30″ s. š., 14°25′35″ v. d.  | pravý |
| Vidoule             | 372       | Jinonice         | Pražská plošina       | 50°3′35″ s. š., 14°21′ v. d.     | levý  |
| Vítkov              | 271       | Žižkov           | Pražská plošina       | 50°5′27″ s. š., 14°27′39″ v. d.  | pravý |
| Vysoká              | 305       | Jinonice         | Pražská plošina       | 50°3′28″ s. š., 14°22′38″ v. d.  | levý  |
| Zabitý kopec        | 264       | Miškovice        | Středolabská tabule   | 50°9′26″ s. š., 14°33′12″ v. d.  | pravý |